# Capsiempis flaveola
Capsiempis flaveola là một loài chim trong họ Tyrannidae.